# Artis Ābols
Artis Ābols (* 3. Januar 1973 in Riga, Lettische SSR, Sowjetunion) ist ein ehemaliger lettischer Eishockeyspieler. Seit seinem Karriereende arbeitet er als Trainer und ist seit 2020 erneut Cheftrainer beim HK Zemgale aus der lettischen Eishockeyliga. Sein Sohn Rodrigo ist ebenfalls lettischer Nationalspieler.

## Karriere
Artis Ābols begann seine Karriere 1991 bei RASMS Riga, wechselte aber während der Saison 1991/92 zu Pārdaugava Riga. Für diesen Verein war er bis 1996 in der Internationalen Hockey-Liga (MHL) aktiv. Er spielte aber auch in der lettischen Liga und wurde 1996 als Torschützenkönig und bester Vorbereiter auch Topscorer.
Zwischen 1996 und 2004 spielte er in Skandinavien, unter anderem für den Nittorps IK, Odense IK, Nyköpings Hockey 90 und Vojens IK.
Zwischen 2004 und 2008 spielte Ābols für den HK Riga 2000 sowohl in der lettischen Meisterschaft, als auch in der belarussischen Extraliga. Dabei wurde er viermal Lettischer Meister mit dem Verein und wurde 2008 in das All-Star-Team der lettischen Liga gewählt. 2008 begann er seine Trainerkarriere als Assistenztrainer von Dinamo Riga und spielte parallel beim semi-professionellen HK Kurbads aus der zweiten lettischen Spielklasse. Während der Saison 2010/11 absolvierte er erste Einsätze für den HK Ozolnieki/Monarhs aus der ersten lettischen Liga, ehe er im Sommer 2011 ganz zu diesem Verein wechselte.
Im November 2012 wurde er bei Dinamo vom Assistenz- zum Cheftrainer befördert und beendete seine Spielerkarriere daraufhin im Anschluss an die Saison 2012/13.
Zur Saison 2015/16 wechselte er innerhalb der Kontinentalen Hockey-Liga zum HK Lada Toljatti, wo er zunächst als Assistenztrainer arbeitete. Mitte der Saison 2015/16 wurde er zum Cheftrainer befördert und führte die Mannschaft bis zum Ende der Saison 2017/18. Anschließend wurde Lada Toljatti aus der KHL ausgeschlossen und Ābols kehrte als Assistenztrainer zu Dinamo Riga zurück. Parallel dazu war er ab 2016 auch Assistenztrainer der lettischen Nationalmannschaft.
Nach der Saison 2019/20 verließ er Dinamo Riga und wurde Cheftrainer beim HK Zemgale aus der lettischen Eishockeyliga.

### International
Im Nachwuchsbereich spielte Ābols bei der Qualifikation zur Junioren-C-Weltmeisterschaft 1993 in der lettischen U20-Eishockeynationalmannschaft. Im Erwachsenenbereich spielte er für Lettland zunächst bei der Qualifikation zur C-Weltmeisterschaft 1993 und dann bei der C-Weltmeisterschaft 1993 selbst, als der Aufstieg in die B-Gruppe gelang. Später spielte er bei Weltmeisterschaften 1999, 2000, 2001 und 2002 in der A-Gruppe bzw. der Top-Division. Zudem vertrat er seine Farben bei den Qualifikationsturnieren für die Olympischen Winterspiele in Lillehammer 1994 und in Salt Lake City 2002.

## Erfolge und Auszeichnungen
- 1993 Lettischer Meister mit Pārdaugava Riga
- 1996 Torschützenkönig, bester Vorbereiter und Topscorer der lettischen Eishockeyliga
- 1997 Topscorer der Division 2, Gruppe A Süd
- 2004–2007: vierfacher Lettischer Meister mit dem HK Riga 2000
- 2008 All-Star-Team der lettischen Eishockeyliga

### International
- 1993 Aufstieg in die B-Gruppe bei der C-Weltmeisterschaft

## Karrierestatistik

### International
(Legende zur Spielerstatistik: Sp oder GP = absolvierte Spiele; T oder G = erzielte Tore; V oder A = erzielte Assists; Pkt oder Pts = erzielte Scorerpunkte; SM oder PIM = erhaltene Strafminuten; +/− = Plus/Minus-Bilanz; PP = erzielte Überzahltore; SH = erzielte Unterzahltore; GW = erzielte Siegtore; 1 Play-downs/Relegation; Kursiv: Statistik nicht vollständig)